# Chinval
Chinvali (gruzinsko ცხინვალი – Chinvali, osetinsko Цхинвал) je mesto na Kavkazu in glavno mesto de facto neodvisne Republike Južne Osetije, ki je mednarodno priznana kot del Gruzije.

## Ime
Ime Chinvali izhaja iz starogruzinske besede Krchinvali/Krchilvani, ki pomeni »dežela gabra«. Oseti mesto imenujejo Chinval (brez -i, ki je končnica imenovalnika v gruzinščini). Drugo, pogovorno ime za mesto v osetinščini je Čreba (Чъреба).
Med letoma 1934 in 1961 se je mesto imenovalo Stalinir po sovjetskem voditelju Josifu Stalinu. Leta 2020 je južnoosetska oblast ponovno uvedla »Stalinir« kot drugo, simbolično ime mesta.

## Zemljepis
Chinvali leži na južnih obronkih Kavkaza na 860 metrih nadmorske višine. Skozenj teče reka Liahvi. Oddaljeno je okoli 90 kilometrov od prestolnice Gruzije Tbilisija in okoli 105 kilometrov od Vladikavkaza, glavnega mesta ruske pokrajine Severne Osetije - Alanije. Ima vlažno celinsko podnebje s svežimi poletji in mrzlimi zimami.

## Zgodovina
Območje Chinvala je bilo prvič poseljeno v bronasti dobi. Posebnost naselbin in izkopanin iz tega časa je, da odsevajo vpliv tako iberske kot kolhiške kulture z možnimi sarmatskimi elementi.
Gruzijski letopisi ustanovitev utrdbe na tem mestu pripisujejo kralju Aspagurju II. v 3. stoletju, ime Krchinvali pa je v gruzijskih virih prvič zabeleženo leta 1392. Zapisi iz 15. do 19. stoletja ga omenjajo pod različnimi različicami imena kot eno večjih kartlijskih naselij. Po priključitvi Ruskemu imperiju leta 1801 se je Chinvali po zaslugi lege ob prometnici med severnim Kavkazom ter Gorijem in Tiflisom razvil v trgovsko središče z mešanim judovskim, gruzinskim, armenskim in osetskim prebivalstvom.
V letih 1918–20, času prve neodvisne Gruzije, je v mestu prihajalo do spopadov med Gruzijsko ljudsko gardo in osetskim kmečkim prebivalstvom, ki je podpiralo boljševike. Marca 1921 je Rdeča armada z invazijo priključila Gruzijo Sovjetski zvezi in leto zatem je Chinvali postal glavno mesto Južnoosetske avtonomne oblasti znotraj Gruzijske SSR. Zaradi intenzivne urbanizacije in sovjetske politike korenizacije so se v Chinvali doselili številni Oseti z okoliškega podeželja in sčasoma je mesto postalo večinsko osetsko. Ob zadnjem popisu prebivalstva Sovjetske zveze leta 1989 je imelo 42.934 prebivalcev, od tega okoli 74 % Osetov in 16 % Gruzincev.
Mesto je utrpelo veliko škodo v vojni med Gruzinci in Oseti v letih 1991–92. Po spopadih, ki so potekali v mestu in okoli njega, se je mesto sprva razdelilo na zahodni del pod osetskim in vzhodni pod gruzijskim nadzorom. Po premirju ob posredovanju Rusije so se v mestu nastanile mešane osetske, gruzijske in ruske mirovne enote.
8. avgusta 2008 je Chinvali napadla gruzijska vojska in ga v nekaj urah večino zavzela. Napad je spodbudil vojaško intervencijo Rusije in po silovitih spopadih je bila gruzijska vojska 10. avgusta prisiljena k umiku. Gruzijski napad in kasnejši spopadi so popolnoma uničili številne zgradbe v mestu.